# Зибнен
Зибнен (нем. Siebnen) — населённый пункт в Швейцарии, в кантоне Швиц.
Входит в состав округа Марх. Находится в составе коммуны Ванген.